# Huike
Deuxième patriarche du Chan
Bodhidharma Sengcan
Huike, Houei'ko (慧可) ou Dazu Huike (大祖慧可) ; japonais :[Taiso] Eka (487-593) est le deuxième patriarche du Chan / Zen en Chine et le 29e patriarche depuis le Bouddha. Dazu, « grand ancêtre », est un titre décerné par l’empereur Tang Dezong. Une variante de son nom en Chine est Sengke (僧可).

## Biographie
Elle se base essentiellement sur les Biographies de moines éminents et La Transmission de la lampe dont les informations sont succinctes ou historiquement peu fiables. Il serait né à Hulao (虎牢) dans l’actuel comté de Yingyang (滎陽縣) au Henan et son nom civil serait Ji Guang (姬光) ou Ji Shenguang (姬神光). Il aurait reçu dans sa jeunesse une solide éducation confucianiste et taoïste. Il aurait commencé sa vie monastique au monastère Xiangshan (香山) de Longmen auprès du maître Baojing (寶靜). Il serait allé trouver Bodhidharma au monastère Shaolin en 528.
Bodhidharma aurait initialement refusé de le recevoir comme disciple et Huike aurait attendu à l’extérieur de sa grotte durant toute une nuit de neige, au point qu’au matin, il s'y enfonçait jusqu’à la taille. Lorsque Bodhidharma sortit, Huike lui dit qu’il cherchait un maître « capable de libérer l’élixir de la compassion universelle afin de sauver tous les êtres sensibles », mais l'ermite l’accusa de manquer de sincérité et de sagesse, d’être superficiel et arrogant. Huike se serait alors tranché le bras gauche en gage de sincérité. Néanmoins, selon le Nouveau Recueil de biographies de moines éminents, son bras fut tranché ultérieurement par des brigands.
En 534, après la mort ou le départ de Bodhidharma qui en avait fait son successeur, il serait retourné au Henan pour s’installer à Yedu (鄴都) dans l’actuel comté d’Anyang, alors domaine des Wei orientaux. Il y aurait été victime de harcèlements et de calomnie de la part d’un autre maître bouddhiste, Daoheng (道恆), jaloux de son succès, qui aurait été jusqu’à soudoyer un fonctionnaire pour lui créer des ennuis. En 574, année de la première persécution menée par l’empereur Wudi des Zhou du Nord contre le bouddhisme, il aurait trouvé refuge avec un compagnon, le maître de vinaya Tanlin (曇林), dans l’Anhui sur le mont Wangong (皖公山). C'est là qu'il aurait rencontré Sengcan qu’il choisit comme successeur. Il serait retourné à Yedu après la levée de l’interdiction contre le bouddhisme en 579 et serait mort en 593 – à 107 ans selon Les Cinq Lampes - dans la région d'Anyang. Certaines sources prétendent qu’il fut de nouveau victime de calomnie et mourut persécuté ou exécuté sur l’ordre de Zhai Zhongkan (翟仲侃), préfet de Cheng’an (Hebei). Une légende dit qu'il eut la tête tranchée mais qu'au lieu de sang, ce fut un liquide blanc comme le lait qui s'écoula.
On n'a gardé de lui aucun écrit et hormis Sengcan, aucun de ses nombreux disciples mentionnés dans les biographies n'a laissé de courant.